# Copa Suruga Bank de 2010
A Copa Suruga Bank de 2010 foi a terceira edição da competição anual de futebol realizada entre a Conmebol e a JFA. O jogo foi entre o FC Tokyo e o LDU Quito. O vencedor do confronto foi o FC Tokyo, primeiro campeão japonês das três edições. A equipe japonesa empatou o jogo com a equipe equatoriana por 2 a 2, conseguindo a vitória nos penaltis por 4 a 3. O jogo foi realizado no Estádio Nacional em Tóquio com 19.423 pessoas assistindo.

## Participantes
|          | Equipe    | Classificação                            | Participação |
| -------- | --------- | ---------------------------------------- | ------------ |
| JFA      | FC Tokyo  | Campeão da Copa da Liga Japonesa de 2009 | 1.ª          |
| CONMEBOL | LDU Quito | Campeão da Copa Sul-Americana de 2009    | 1.ª          |

## Final
| 4 de agosto 19:00 (UTC+9) | FC Tokyo                 | 2 – 2 | LDU Quito                      | Estádio Nacional, Tóquio                    |
|                           | Hirayama 33' · Oguro 90' |       | Barcos 28' · Urrutia 63' (pen) | Público: 19,423 Árbitro: ENG Stuart Attwell |

|                                            |       | Penalidades                        |  |
| Oguro Matsushita Shigematsu Konno Kajiyama | 4 – 3 | Urrutia de la Cruz Lara Calle Luna |  |

| FC Tokyo | LDU Quito |

| F.C. TOKYO:    |    |                      |     |     |
|                |    |                      |     |     |
| GK             | 20 | Shuichi Gonda        |     |     |
| DF             | 33 | Kenta Mukuhara       | 62' | 81' |
| DF             | 17 | Kim Young Gwon       |     |     |
| DF             | 6  | Yasuyuki Konno (c)   |     |     |
| DF             | 14 | Hokuto Nakamura      |     |     |
| MF             | 3  | Masato Morishige     |     | 46' |
| MF             | 27 | Sotan Tanabe         |     | 64' |
| MF             | 19 | Yohei Otake          |     | 46' |
| MF             | 18 | Naohiro Ishikawa     |     | 77' |
| FW             | 16 | Ricardinho           |     | 57' |
| FW             | 13 | Sōta Hirayama        |     |     |
| Reservas:      |    |                      |     |     |
| GK             | 1  | Hitoshi Shiota       |     |     |
| DF             | 8  | Toshihiro Matsushita |     | 81' |
| MF             | 22 | Naotake Hanyu        |     | 46' |
| MF             | 10 | Yōhei Kajiyama       |     | 46' |
| FW             | 39 | Masashi Oguro        |     | 57' |
| FW             | 24 | Kentaro Shigematsu   |     | 77' |
| Treinador:     |    |                      |     |     |
| Hiroshi Jofuku |    |                      |     |     |

| LDU QUITO:    |    |                         |     |     |
|               |    |                         |     |     |
| GK            | 23 | Alexander Domínguez     |     |     |
| DF            | 13 | Néicer Reasco (c)       |     | 81' |
| DF            | 2  | Norberto Araujo         |     |     |
| DF            | 6  | Jorge Guagua            | 40' |     |
| DF            | 21 | Gonzalo Chila           |     | 88' |
| DF            | 14 | Diego Calderón          |     |     |
| MF            | 5  | Ulises de la Cruz       |     |     |
| MF            | 17 | Patricio Urrutia        |     |     |
| MF            | 16 | Miller Bolaños          |     | 46' |
| FW            | 7  | Juan Manuel Salgueiro   |     | 71' |
| FW            | 18 | Hernán Barcos           |     | 85' |
| Reservas:     |    |                         |     |     |
| GK            | 1  | José Francisco Cevallos |     |     |
| DF            | 23 | Carlos Espínola         |     |     |
| DF            | 3  | Renán Calle             |     | 88' |
| DF            | 17 | Enrique Gámez           |     | 81' |
| MF            | 15 | William Araujo          |     | 71' |
| MF            | 10 | Christian Lara          |     | 85' |
| FW            | 20 | Carlos Luna             | 50' | 46' |
| Treinador:    |    |                         |     |     |
| Edgardo Bauza |    |                         |     |     |

| Assistentes: Jeffrey Goh Haja Maidin Quarto Arbitro: Hiroyoshi Takayama |

| Copa Suruga Bank 2010         |
| ----------------------------- |
| FC Tokyo Campeão (1.º título) |